# Aérodrome de Moussoro
L'aérodrome de Moussoro est un aérodrome d'usage public situé à 1 kilomètre à l'est-nord-est de Moussoro dans la région de Barh el Gazel au Tchad.